# 18579 Duongtuyenvu
18579 Duongtuyenvu è un asteroide della fascia principale. Scoperto nel 1997, presenta un'orbita caratterizzata da un semiasse maggiore pari a 2,6012677 UA e da un'eccentricità di 0,1489740, inclinata di 0,80633° rispetto all'eclittica.